# Renato Berta
Renato Berta (* 2. März 1945 in Bellinzona) ist ein Schweizer Kameramann.

## Leben
Nach einer Ausbildung als Mechaniker studierte Berta ab 1966 in der Kameraklasse des Centro Sperimentale di Cinematografia in Rom. Bis 1968 arbeitete er als Kameramann für das Fernsehen, danach als freier Kameramann.
Zu seinen wichtigsten Arbeiten zählen: Charles – tot oder lebendig (1969), Der Salamander (1971), Ganz so schlimm ist er auch nicht (1974), Messidor (1979), Der Kuß der Tosca (1984), Vollmondnächte (1984), Auf Wiedersehen, Kinder (1987), Zwischensaison (1992) sowie Smoking / No Smoking (1993).
Im Jahr 2014 wurde er mit dem Ehrenpreis des Deutschen Kamerapreises für sein Lebenswerk ausgezeichnet.

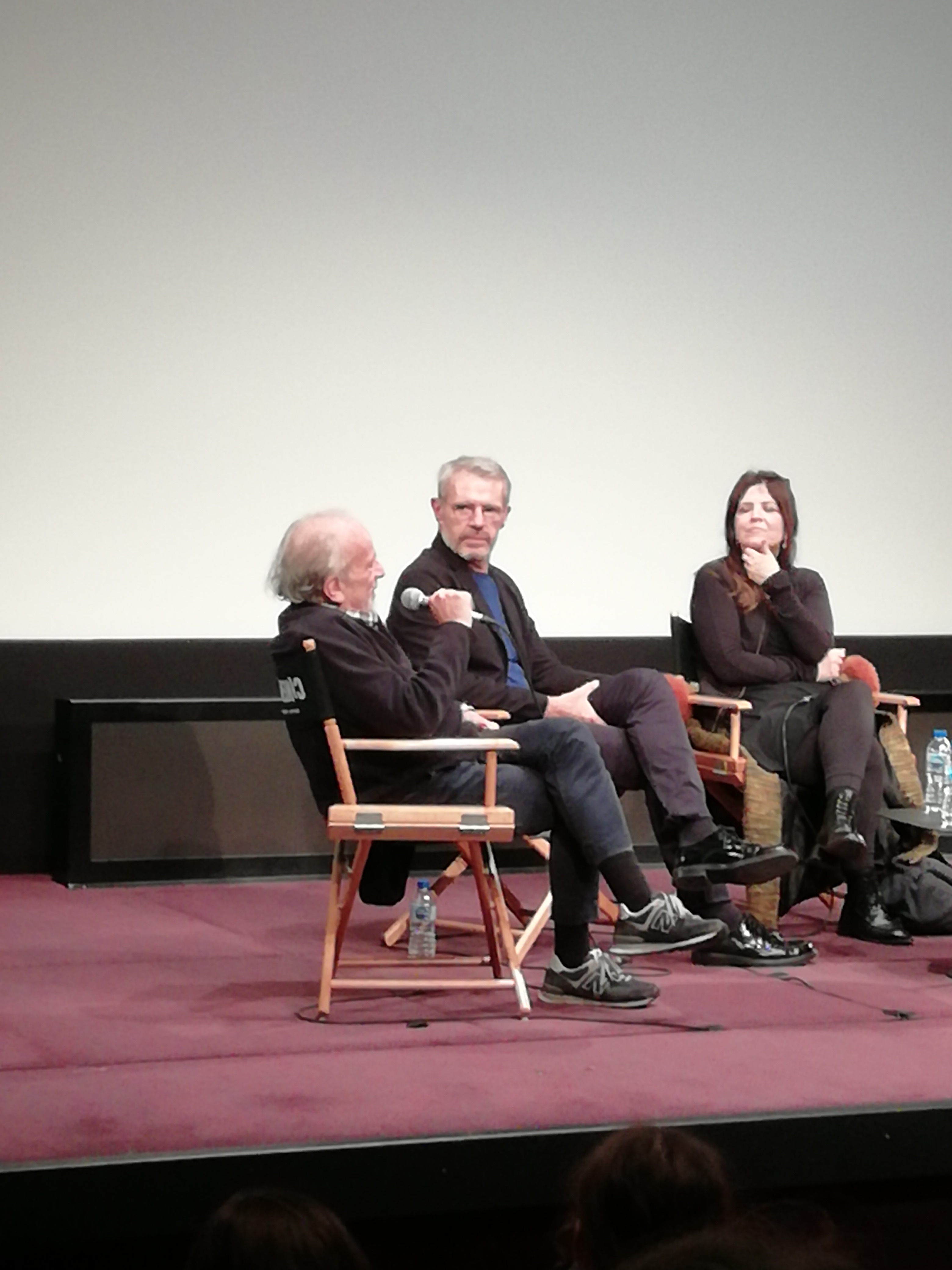
Renato Berta, Lambert Wilson und Agnès Jaoui, diskutieren über den Film On connaît la chanson (Alain Resnais, 1997), am Cinémathèque française, November 2021

 Vier Jahre später legte Berta mit dem Kurzfilm Reprise - Une petite leçon de cinéma sur le découpage seine bisher einzige Regiearbeit vor.

## Filmografie (Auswahl)
- 1969: Vive la mort – Regie: Francis Reusser
- 1969: Charles – tot oder lebendig (Charles mort ou vif)
- 1970: Die Augen wollen sich nicht zu jeder Zeit schließen oder Vielleicht eines Tages wird Rom sich erlauben seinerseits zu wählen (Othon)
- 1971: Der Salamander (La Salamandre)
- 1972: Heute nacht oder nie (Cette nuit ou jamais) – Regie: Daniel Schmid
- 1972: Geschichtsunterricht – Regie: Danièle Huillet, Jean-Marie Straub
- 1973: Der Tod des Flohzirkusdirektors oder Ottocaro Weiß reformiert seine Firma – Regie Thomas Koerfer
- 1974: La Paloma
- 1974: Die Mitte der Welt (Le Milieu du monde) – Regie: Alain Tanner
- 1975: Der Gehülfe – Regie: Thomas Koerfer
- 1975: Ganz so schlimm ist er auch nicht (Pas si méchant que ça) – Regie: Claude Goretta
- 1975: Moses und Aron – Regie: Danièle Huillet, Jean-Marie Straub
- 1976: Schatten der Engel
- 1976: Le grand soir, fragments
- 1976: Jonas, der im Jahr 2000 25 Jahre alt sein wird (Jonas qui aura 25 ans en l’an 2000)
- 1977: Alzire oder der neue Kontinent – Regie: Thomas Koerfer
- 1977: Die Indianer sind noch fern (Les Indiens sont encore loin)
- 1979: Messidor
- 1980: Rette sich, wer kann (das Leben) (Sauve qui peut (la vie))
- 1981: Notre Dame de la Croisette – Regie: Daniel Schmid
- 1981: Seuls
- 1981: Das Haus im Park
- 1982: Worte kommen meist zu spät (Hécate, maîtresse de la nuit)
- 1983: Der verführte Mann – L’Homme blessé (L’Homme blessé)
- 1984: Der Kuß der Tosca (Il bacio di Tosca)
- 1984: Vollmondnächte (Les Nuits de la pleine lune)
- 1984: Teuflische Umarmung (L’année des méduses)
- 1985: Sturmhöhe (Hurlevent)
- 1985: Rendez-Vous
- 1987: Jenatsch
- 1987: Die Unschuldigen (Les innocents)
- 1987: Auf Wiedersehen, Kinder (Au revoir les enfants)
- 1987: Der Tod des Empedokles
- 1990: Uranus
- 1990: Eine Komödie im Mai (Milou en mai)
- 1991: Rien que des mensonges
- 1992: Zwischensaison (Hors saison)
- 1993: Smoking / No Smoking
- 1995: Seitensprung für Anfänger (Adultère, mode d’emploi)
- 1995: Das geschriebene Gesicht (The Written Face) (Dokumentarfilm)
- 1996: Party
- 1997: Reise an den Anfang der Welt (Viagem ao Princípio do Mundo)
- 1997: Das Leben ist ein Chanson (On connaît la chanson)
- 1998: Unruhe (Inquietude)
- 1999: Kadosh
- 1999: Beresina oder Die letzten Tage der Schweiz
- 2000: Chabrols süßes Gift (Merci pour le chocolat)
- 2000: Palavra e Utopia
- 2001: Arbeiter, Bauern (Operai, contadini) – Regie: Jean-Marie Straub
- 2002: O Princípio da Incerteza
- 2003: Pas sur la bouche – Regie: Alain Resnais
- 2005: Espelho Mágico
- 2005: Letzte Tage im Elysée (Le promeneur du champ de Mars)
- 2007: Max & Co.
- 2012: O Gebo e a Sombra
- 2015: Im Schatten der Frauen (L’Ombre des Femmes)
- 2016: Le divan de Staline
- 2017: Liebhaber für einen Tag (L’amant d’un jour) – Regie: Philippe Garrel
- 2020: Das Salz der Tränen (Le sel des larmes)
- 2021: Il Buco – Ein Höhlengleichnis (Il buco)
- 2021: Qui rido io
- 2023: Le Grand Chariot
- 2025: Die Vorkosterinnen (Le assaggiatrici)

## Auszeichnungen
- 2014 Deutscher Kamerapreis (Ehrenpreis für das Lebenswerk)[3]
- 2008 Marburger Kamerapreis[4]
- 1992 Prix de la Meilleure photographie bei der Semaine Internationale de Cinéma de Valladolid für Zwischensaison von Regisseur Daniel Schmid
- 1988 César für die Beste Bildgestaltung/Kameraarbeit bei Auf Wiedersehen, Kinder
- 1976 Leopard in Bronze beim Internationalen Filmfestival von Locarno